# Alejo Mancisidor
Alejo Mancisidor, né le 31 juillet 1970 à San Sebastián, est un ancien joueur espagnol de tennis reconverti en entraîneur. Il entraîne Garbiñe Muguruza entre 2010 et 2015.

## Biographie

### Joueur
Alejo Mancisidor joue dans le championnat NCAA lors de son séjour à l'Université Pepperdine et est un All-American.
Il atteint les quarts de finale au tournoi de Guarujá en 1992, avec des victoires sur le Péruvien Jaime Yzaga et l'Allemand Marc-Kevin Goellner. Lors de l'US Open, il perd en cinq sets face à Jeff Tarango au premier tour (2-6, 6-3, 2-6, 7-5, 6-3).
Il bat de nouveau Jaime Yzaga en 1994 à Bogota alors que le Péruvien est 19e à l'ATP.
Mancisidor remporte deux tournois Challenger et a atteint une finale en 1994.

### Entraîneur
Alejo Mancisidor entraîne la joueuse du top 10 Garbiñe Muguruza entre 2010 et août 2015. Elle atteint la finale de Wimbledon en 2015. Peu de temps après, ils décident de mettre un terme à leur collaboration.

## Palmarès

### Titres enChallenger(2)
| Nº | Année | Tournoi | Surface      | Adversaire en finale | Score en finale |
| -- | ----- | ------- | ------------ | -------------------- | --------------- |
| 1. | 1994  | Bronx   | Dur          | Chris Woodruff       | 6-2, 6-4        |
| 2. | 1994  | Natal   | Terre battue | Fernando Meligeni    | 6-3, 3-6, 7-5   |

## Parcours dans les tournois duGrand Chelem

### En simple
| Année | Open d'Australie | Open d'Australie | Internationaux de France | Internationaux de France | Wimbledon | Wimbledon | US Open         | US Open    |
| ----- | ---------------- | ---------------- | ------------------------ | ------------------------ | --------- | --------- | --------------- | ---------- |
| 1992  | —                | —                | —                        | —                        | —         | —         | 1er tour (1/64) | J. Tarango |

N.B. : à droite du résultat se trouve le nom de l'ultime adversaire.